# Basalton

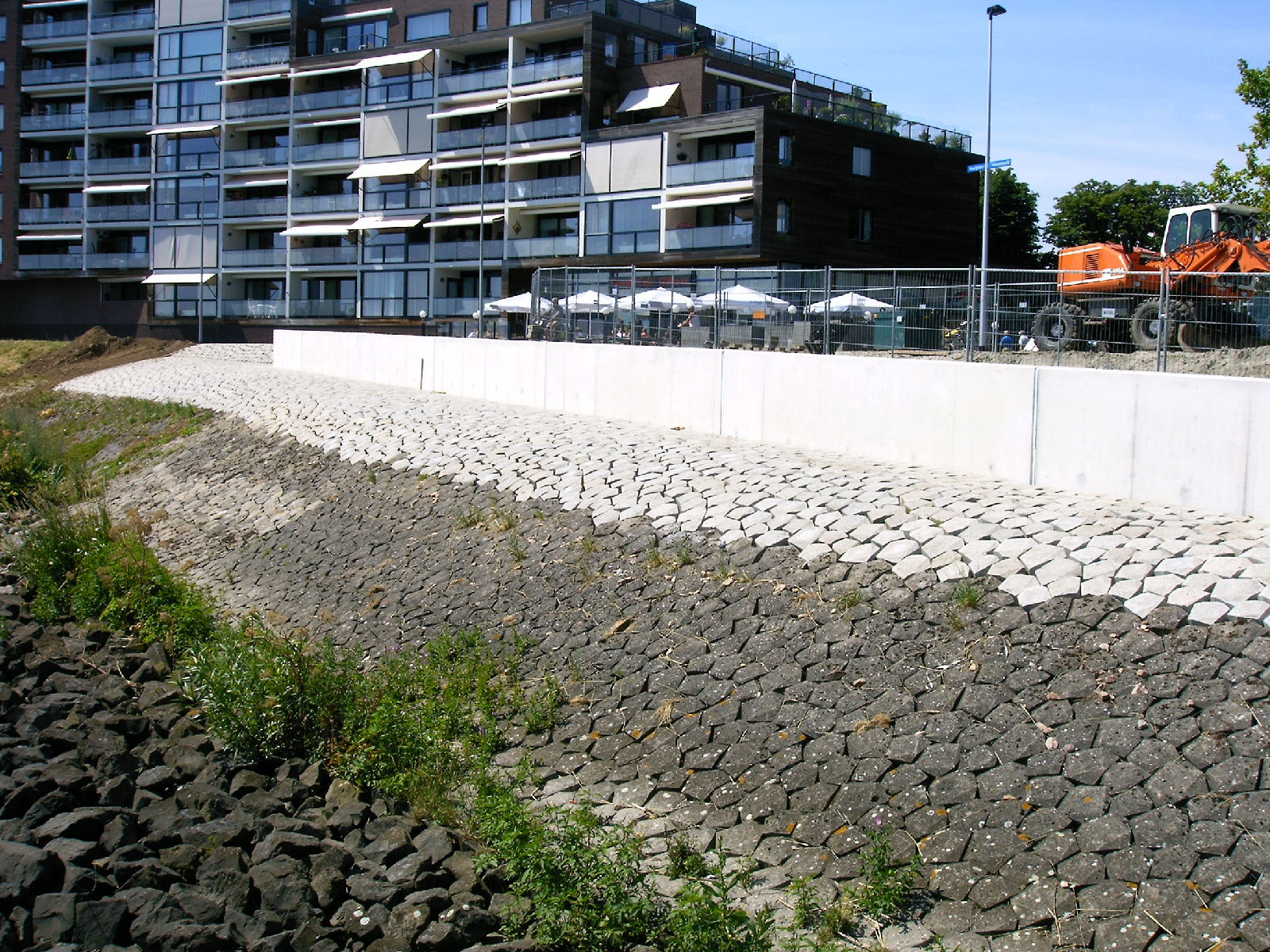
Basaltonglooiing die met de hand gezet is

Basalton is een betonzuil voor de bekleding van oevers en dijken. Basalton is ontwikkeld omdat de beschikbaarheid van basaltzuilen rond 1970 problematisch werd, en het zetten van deze zuilen (met ieder een andere lengte) moeizaam was. Daarom is er door ir. Kant naar een ander systeem gezocht. Het door hem rond 1975 uitgevonden en gepatenteerde systeem werd Basalton genoemd.
Het zijn polygoonvormige betonblokken die allemaal even hoog zijn, maar wel een verschillende vorm hebben. Deze blokken konden door basaltzetters zonder probleem met de hand gezet worden. De ruimte tussen de zuilen dient opgevuld te worden met steenslag. Deze steentjes klemmen zo de stenen vast. Door deze openingen is het systeem niet waterdicht, en kan er dus geen drukopbouw onder ontstaan, waardoor het systeem stabiel is. De basaltzuilen zijn niet helemaal prismatisch, maar enigszins taps. Hierdoor is dus vulling van de openingen door de steenslag beter.
Later werd ook een klem ontwikkeld, waarmee een kraan een pakket van 1 m² in één keer kan plaatsen. Hierdoor konden de blokken zeer snel op rechte trajecten geplaatst worden. Omdat deze sets precies in elkaar passen, was het machinaal zetten van bochten lastig.
Toen het Hydroblock op de markt verscheen (dat wel machinaal in een bocht gezet kon worden) ging Basalton op zoek naar een oplossing; deze werd gevonden in speciale kantblokken aan de bovenkant en onderkant van de set, zodat een rechte boven en onderkant ontstond, waardoor plaatsing in een bocht mogelijk werd.
Voor de berekening van de benodigde blokdikte wordt verwezen naar het artikel over dijkbekleding. 

## Quattroblok

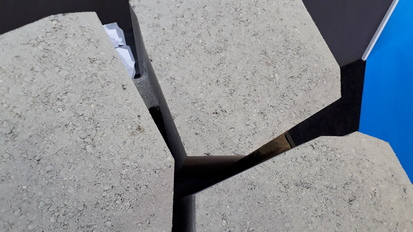
detail van het Basalton Quattro blok

Speciaal voor de renovatie van de Afsluitdijk is het Basalton Quattroblock ontwikkeld. Dit zijn feitelijk vier Basaltonblokken die verbonden zijn en zo één blok vormen. De stabiliteitsfactor voor dit blok blijkt 16% hoger te zijn dan een normaal Basaltonblok. Deze waarden zijn experimenteel gevonden door grootschalige proeven in de Deltagoot van Deltares. Een theoretische verklaring voor deze grotere stabiliteit is er nog niet.

## Basalton in de wegenbouw
Een dunne versie van het Basaltonblok wordt ook toegepast als taludbekleding onder viaducten en als flankbescherming bij rotondes. 